# 北大西洋海産哺乳動物委員会
北大西洋海産哺乳動物委員会（きたたいせいよう・かいさんほにゅうどうぶつ・いいんかい、North Atlantic Marine Mammal Commission、NAMMCO）は、クジラを主とする海洋資源の管理を行うための国際機関である。アイスランド、ノルウェー、グリーンランド自治政府、フェロー自治政府の4カ国によって1992年7月9日に設立された機関で、海洋法に基づく海洋生物資源の保全と利用を目指すことを掲げている。

## 概要
1970年代より高まった反捕鯨運動は1982年、国際捕鯨委員会（IWC）による商業捕鯨一時停止の決定（商業捕鯨モラトリアム）を勝ち取る事によってその成果を挙げた。しかしそれ以降も捕鯨国家に対する批判は消えること無く続き、IWCメンバーは捕鯨支持勢力と反捕鯨支持勢力に二極化し、本来の目的である資源管理機関としての機能が麻痺する事態に陥った。このため、北大西洋諸国は1986年ごろより日本やソビエト連邦などとともにIWCの正常化運用に向けた努力を続ける一方で、新しい管理委員会設立を模索しはじめ、1992年、それまで唯一のクジラ資源管理機関であったIWCに続く、第二のクジラ資源管理機関であるNAMMCOが発足した。

## 歴史
1982年の商業捕鯨モラトリアムを契機として北大西洋諸国はIWCに代わるクジラ資源管理機関の設立を模索しはじめた。1986年、アイスランドとノルウェーのIWCコミッショナーによって非公式な会合が持たれ、海産哺乳動物資源管理についての将来構想について、具体的な意見交換が行われた。翌1987年にはグリーンランドがこれに加わっている。
1988年、アイスランド政府は日本、カナダ、フェロー自治政府、ノルウェー、ソビエト連邦、グリーンランド自治政府の代表を集め、the First International Conference on Management and Rational Utilization of Marine Mammalsと題した国際会議を開いた。ここで初めて公式にIWCに代わる資源管理委員会設立の可能性について話し合いが行われた。1989年にフェロー自治政府が第二回会議を主催した後、1990年にノルウェーで行われた第三回会議においてNAMMCO設立へ向けた第一歩として国際的な科学調査機関（NAC）が発足した。
1991年、IWCは新たな資源管理方法「改定管理方式」を提出したが、反捕鯨勢力によって採択が拒否されることとなった。この結果に衝撃を受けたアイスランドはIWCの脱退を宣言、NAMMCO発足へ向けた動きを加速させる。翌年1月、NAC国際会議において、NAMMCO設立に向けた合意書の内容検討が実施され、同年4月、グリーンランド・ヌークにて行われた会議にてアイスランド、ノルウェー、グリーンランド自治政府、フェロー自治政府がNAMMCO合意書に署名、1992年7月9日、発足した。

## 機関
NAMMCOは政策決定機関（カウンシル）、管理委員会、科学委員会の3つの委員会から成り立つ。
| 名称         | 役割                                                         |
| ------------ | ------------------------------------------------------------ |
| 政策決定機関 | 年次総会において具体的な政策を決定し、各委員会へ通達する。   |
| 管理委員会   | 資源管理・保全に関する提案と、科学委員会に対する勧告を行う。 |
| 科学委員会   | 資源管理の基礎となる科学調査資料の提供を行う。               |

## IWCとの違い
IWCとの最大の違いは、IWC反捕鯨勢力が捕鯨問題を環境問題と捉えているのに対し、NAMMCOは資源問題として捉えていることにある。これは、それぞれの国家の捕鯨問題の管轄からも見て取ることができ、反捕鯨を謳う国家の多くは環境省が対応しているのに対し、捕鯨国では水産庁などの水産資源を担当する省が対応している。
機能面から見た場合、IWCが世界規模の機関であるのに対して、NAMMCOは北大西洋沿岸国に限定された機関であり、クジラに限らず、海洋哺乳動物資源を包括的に管理する機関である。また、資源の保全と利用だけでなく、資源利用者の生活権を守ることが目的に取り込まれている。
2008年まではクジラ目の管理対象についても棲み分けが試みられており、NAMMCOはIWC管理下にない小型鯨類のみを管理対象としていた。2008年6月のIWC年次総会においてグリーンランド自治政府がザトウクジラの捕獲枠を要求したところ、反対多数で否決されるという事態が発生した。これに対し同年9月のNAMMCO年次総会が同様の要求を承認したことから明確な対立関係が生まれつつある。